# 小距紫堇
小距紫堇（学名：Corydalis appendiculata）为罂粟科紫堇属下的一个种。

## 扩展阅读
- 維基物種上的相關：小距紫堇